# Morte di san Pietro Martire
Morte di san Pietro Martire è un dipinto attribuito a Bernardino da Asola. Eseguito negli anni quaranta del cinquecento, è conservato nella National Gallery di Londra.

## Descrizione
Il martirio di San Pietro era un tema caro alla pittura veneta dell'epoca, essendo stato trattato da Tiziano (Martirio di san Pietro da Verona, opera ora distrutta). Sopra la scena dell'assassinio, appare una nuvola con degli angeli, di cui uno porta in mano la foglia di palma, segno dell'accettazione del martirio. In secondo piano, un altro domenicano viene aggredito, ma riesce a fuggire.

## Attribuzione
L'opera era precedentemente attribuita a Giorgione, la cui paternità è invece smentita dalla datazione, di molto posteriore alla morte del maestro veneziano (1510).